# أوسيب لوبيتش
أوسيب لوبيتش (6 ديسمبر 1896 - 27 نوفمبر 1990)، هو رسام، من مدرسة باريس، شارك في فترة مونبارناس الفنية الكبيرة بين الحروب.
ولد في 6 ديسمبر 1896 في غرودنو (في الإمبراطورية الروسية، حاليا في بيلاروسيا)، وتوفي في باريس يوم 27 نوفمبر 1990.